# Adylkuzz
Adylkuzz é um software malicioso que se infecta em computadores com o sistema operacional Windows.
Ele cria unidades da moeda virtual Monero, rouba os dados o usuário e envia a moeda virtual usando endereços criptografados.
O malware foi descoberto pela empresa Proofpoint após fazer testes em computadores vulneráveis com intuito de verificar o ransomware WannaCry. 

## Infecção
No dia 17 de maio de 2017, o malware começou a se espalhar entre os computadores explorando a falha de segurança EternalBlue do sistema operacional Windows. , mesma falha explorada pelo Ransomware WannaCry, infectando centenas de milhares de computadores. 